# Nasze zwierzaki: u weterynarza
Nasze zwierzaki: u weterynarza (ang. My Pet and Me: Vet Tales) – brytyjski serial popularnonaukowy, w Polsce emitowany na kanale CBeebies.

## Fabuła
Zwierzęta, podobnie jak ludzie, czasami chorują i potrzebują pomocy medycznej. Dzieci dowiedzą się, jak właściwie opiekować się zwierzętami domowymi oraz czym dokładnie zajmuje się weterynarz.

## Obsada
- Ferne Corrigan – Ferne
- Rory Crawford – Rory[2]

## Wersja polska
Opracowanie i udźwiękowienie wersji polskiej: Studio Sonica
Reżyseria: Jerzy Dominik
Dialogi polskie:
- Anna Brzozowska (odc. 1-6),
- Dariusz Kosmowski (odc. 11-20, 22-23; błędnie wymieniony w tyłówce odc. 21, 24-25)

Dźwięk i montaż: Agnieszka Stankowska (odc. 1-9)
Kierownictwo produkcji: Helena Siemińska
Wystąpili:
- Aleksandra Radwan – Ferne Corrigan
- Józef Grzymała – Rory Crawford

oraz:
- Kamil Pruban –
  - Martin (odc. 1),
  - Paddy (odc. 11)
- Julia Kołakowska-Bytner –
  - Charlotte (odc. 1),
  - Sam (odc. 14)
- Joanna Kwiatkowska-Zduń –
  - Kylie (odc. 2),
  - Beth (odc. 17)
- Karolina Kalina-Bulcewicz –
  - Elaine (odc. 3),
  - Anna (odc. 15)
- Joanna Pach-Żbikowska – Kate (odc. 10)
- Jerzy Dominik – John (odc. 11)
- Monika Węgiel-Jarocińska –
  - Gill (odc. 12),
  - Rachel (odc. 14)
- Julia Łukowiak –
  - Sara (odc. 13),
  - Carrie (odc. 17)
- Marta Czarkowska – młoda właścicielka Cichej (odc. 14)
- Janusz Wituch –
  - Neil (odc. 18),
  - Martin (inny) (odc. 19)
- Anna Ułas – Patrycja (odc. 20)
- Szymon Mysłakowski – Tim (odc. 39)
- Andrzej Chudy – Roger (odc. 41)
- Magdalena Herman-Urbańska – pani weterynarz (odc. 43)
- Antonina Żbikowska – Puddle
- Marta Dobecka
- Maciej Kosmala
- Lila Wassermann

i inni
Lektor: Jerzy Dominik